# Івангород (Уманський район)
Іванго́род — село в Україні, у Христинівській міській громаді Уманського району Черкаської області. Розташоване на обох берегах річки Кіблич (протока Собу) за 14 км на захід від міста Христинівка. Через село проходить автошлях  М30.

## Історія

### Давня історія
Івангород — давнє поселення, доказом чого є розташоване у центрі села, на найвищій точці, городище з валами, яке збереглося до наших днів. Точний вік городища поки що не встановлено, але, ймовірно, його слід відраховувати від часу поселень трипільської культури (IV тисячоліття до н. е.). Згідно з переказами, у давні часи тут був спостережний пункт. Так, у часи нападу номадів (тобто кінних кочівників, напр., татар), рух у степу був помітний здалеку через куряву, що її здіймали коні. Помітивши нападників, на городищі запалювали багаття, за допомогою чого повідомляли, як по ланцюжку, інші поселення й найближче укріплення, що, ймовірно, знаходилося в Умані.
Згадки поселення Івангород в історичних джерелах подаються з кінця XVI — початку XVII століть, після занепаду Золотої Орди, що розпочався після 1362 року внаслідок перемоги литовсько-руського війська в Битві на Синіх Водах. Тоді на українських землях запанував відносний мир і почався розвиток господарства. Через усе село, по його головній вулиці, колись проходив чумацький шлях по сіль із Києва до Криму. Він пролягав з Києва через Васильків, Білу Церкву, Володарку, Монастирище, Івангород, Христинівку і далі на південь.
Назва Івангород, за версією краєзнавців, походить від імені засновника села — Івана. Здавна тут був Іванів Хутір, який, з виникненням торговельних відносин, був відносно швидко заселений. Люди йшли чумацьким шляхом поблизу укріплення, городища, города, огородженого місця, тобто Іванового города. Звідси й пішла назва поселення — Івангород (подібно, як і давня назва Христинівки — Христигород (Христополь), тобто «город християн»).
Поблизу Івангорода віднайдено двоє давніх поселень, що є археологічними пам'ятками України.
Залишки поселення черняхівської культури I—V ст. виявлено у північному напрямку від села.
Давньоруське поселення Х-ХІІІ ст. знаходилось за 1,5 км на захід від села.

### Час зростання

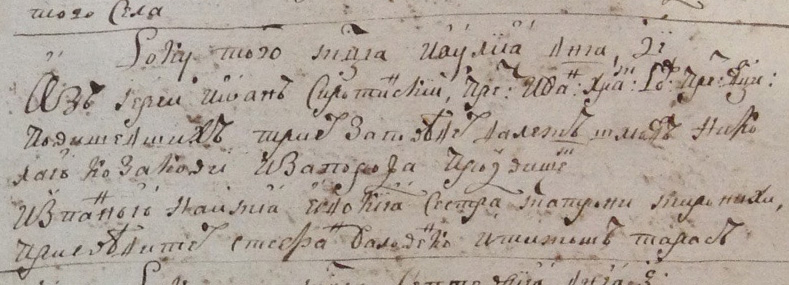
Метричний запис про народження дитини в Миколи Козака з Запоріжжя. Містечко Івангород 1775 рік.

У XIV—XVIII століттях, після битви на Синіх Водах у 1362 році, коли об'єднані війська Великого князівства Литовського і Руських земель на чолі з литовським князем Альґірдасом (Ольґердом) завдали безповоротного розгрому Золотій Орді і після чого остання занепала, південні землі України аж по річку Мурафа стали належати до Великого князівства Литовського (повна історична назва — Велике князівство Литовське, Руське і Жемайтійське). Мешканцями поселення у ті часи ставали представники різних народностей, про що свідчать нинішні прізвища івангородців, серед яких, окрім очевидно притаманних українцям, можна вирізнити й угорські (похідні від Шандор — угорськ. Олександр), польські (із закінченням на -ський) та інші коріння. Самі мешканці ставали представниками різних прошарків тодішньої держави як на її заході — у Литві, Польщі, так і в центрі — Києві. Але найбільше мешканців Івангорода, очевидно, потрапляло у козацтво, яке як значима військова і політична сила почало зростати наприкінці XV і на початку XVI століть саме на південних кордонах — для захисту від нападу татар і турків.
Івангород, порівняно з іншими поселеннями, мав свої переваги. Зручне місце розташування на колишньому чумацькому, а пізніше — торговому шляху сприяло виникненню в містечку базарів, на яких відбувалася жвава торгівля, тож поселення і його значення зростало. Про це свідчить той факт, що у 1647 році магнат Калиновський віддав містечко в оренду за 27 тисяч злотих.
З 1649 року містечко Івангород - центр Івангородської козацької сотні, адміністративно-територіальної і військової одиниці в складі Уманського полку Гетьманщини. Реєстр 1649 р. повідомляє про Василя Хандогія в Івангородській сотні (див. Реєстр Війська Запорозького 1649 року, підгот. до друку О.В. Тодійчук та ін.: К., 1995).
У наявних списках Івангородська сотня на чолі з сотником Василем Бубликом за кількістю козаків (201-202) ішла третьою, вслід за полковою Уманською та Маньківською. Але в розписі 1654 року Івангородської сотні вже не було, натомість на її місці функціонували менші Христинівська та Орадівська сотні.
Наприкінці XVIII століття, після Третього поділу Республіки Обох Народів (відомої також як Річ Посполита — від пол. Rzeczpospolita) у 1795 році, її південні землі разом з Брацлавським воєводством, до складу якого входив Івангород, що на той час мав статус містечка (про це свідчать польські архіви), відійшли до Російської імперії.
У 1801 році князь Чорторийський, якому тоді належав Івангород, розподіляючи свої маєтки між синами, дочками і родичами, віддав містечко родичу Севастьяну Собанському, а той передав своєму сину Олександрові, що проживав в Одесі. Оскільки Олександр Удальрик Собанський брав участь у першому, Листопадовому повстанні 1830-31 рр. поляків і литовців — вільних громадян колишньої Республіки Обох Народів — проти утисків уряду Російської імперії, що заволоділа їхнім краєм, то його маєток у 1830 році російським урядом було конфісковано і передано в казну. На згаданій території у 1832 році виникли військові поселення, які у 1839 році імперським урядом були ліквідовані. У 1861 році землі були передані в користування селян по 4 десятини(!) на душу, з цього часу скасована панщина. У період військового поселення євреї були виселені з Івангорода, але з 1863 році знову стали поселятися тут. Православних українців в Івангороді налічувалось тоді 2654 особи, мешканці займались землеробством. Євреїв було всього 350.

### Церква Різдва Пресвятої Богородиці
У другій половині XVIII століття в Івангороді, як свідчать історичні джерела, була церква, що, як і всі церкви Брацлавщини, на той час належала до Унійної (Греко-католицької) Церкви - з'єдиненої з Апостольським Престолом Риму. Брацлав на той час був і адміністративним, і єпархіальним центром південно-східної частини Республіки Обох Народів - Литви і Польщі. Очевидно, що церква в Івангороді була збудована коштом казни Республіки Обох Народів.
Назву церкви можна досить легко встановити за однією давньою християнською традицією. Той день, коли відзначалося церковне свято (у церковній мові — Празник), іменем якого називалася церква, був Храмовим Празником у селі. Церква, збудована у найвищій точці села, у часи колективізації була зруйнована (тепер на її місці — пам'ятник загиблим воїнам). Але традиція Храмового Празника у селі, як і у всіх селах України, де були християнські церкви, збереглася через майже століття. Сам Празник у селі припадає на 21 вересня, що за церковним календарем є днем святкування Різдва Пресвятої Богородиці. Тож, очевидно, саме таку назву і мала церква в Івангороді.
Точні дані про назву церкви, час її заснування надає відомий дослідник сакральних пам'яток Поділля Микола Жарких: «Містечко Івангород. Храм засновано: 1783 р. Церква Різдва Богородиці перетворена з уніатської на православну в 1794 р. (з часу приєднання Брацлавщини до складу Російської імперії). Нова церква Різдва Богородиці збудована у 1843—1849 рр. — цегляна двоверха хрещата, разом з дзвіницею (з причини побудови церкви з казни Російської імперії люди стали називати її «казьонною»). Церкви нема» (див. Жарких М. І., Храми Поділля. http://www.myslenedrevo.com.ua [Архівовано 16 травня 2011 у Wayback Machine.]).
Дзвони івангородської церкви, як стверджують старожили, було чутно навколо на 5 сіл. Церква в Івангороді мала свого двійника — така ж церква до наших часів збереглася у селі Гранів Гайсинського району.

### В часи СРСР
У 1924 році в Івангороді було утворено перше колективне господарство ім. Шевченка. Головою обрали Нижника Миколу Трохимовича. У 1929 році організовано артіль «Незаможне», потім у 1930 році ще дві артілі — «Перемога» і «Пролетарія». Пізніше, у 1950 році артілі об'єднались в один колгосп — «Промінь Ілліча».

#### Голодомор 1932—1933рр.
Під час Голодомору 1932—1933 років за офіційними даними голодною смертю померло 125, за даними «Національної книги пам'яті жертв Голодомору в Україні» (Черкаська область) — 290, а за неофіційними даними — близько 600 мешканців, тобто половина села. Пам'ятника жертвам Голодомору в селі поки що немає, що свідчить про глибоку психологічну дію цього виду геноциду на український народ (див. статтю «Розплата за постгеноцидну глухоту…» https://umoloda.kyiv.ua/number/3082/196/106187/ [Архівовано 25 липня 2020 у Wayback Machine.]).

#### Репресії 1935—1937рр.
Політичних репресій совєтської влади, як свідчать архіви і мешканці села, зазнало більше 50 осіб. Національний банк репресованих України (http://www.reabit.org.ua [Архівовано 25 березня 2021 у Wayback Machine.]) на даний час містить дані про 14 осіб, що народились або мешкали в Івангороді і які потерпіли від репресій (п'ятьох з них — Станіслава Білобрижського, Костянтина Дятлова, Григорія Хворостяного, Якова Чумака і Михайла Шандера (Шиндора) — було розстріляно). У 1937 р. совєтами було вивезено 57 осіб, з яких повернулося лише 5. Більшість з них примусово працювала на будівництві Владивостоцької залізниці. Серед репресованих були учитель Войтовський (знав 9 мов), Микола Нижник, Ілля Юхимович, Видай.

#### Друга Світова війна та інші військові дії
У боротьбі проти німецьких воїнів у роки Другої Світової війни брали участь 624 жителі села, з них 197 полягли смертю хоробрих, 177 нагороджені бойовими орденами і медалями. Під час війни в селі існували єврейське гетто та концтабір для військовополонених, які будували дорогу Умань-Вінниця. Воїнам і односельцям, які загинули в роки війни, у селі встановлено пам'ятник невідомому солдату та обеліск Слави з переліком загиблих. Три мешканці села брали участь у воєнних діях на території інших держав. Один з них — Бондар Микола Вікторович — загинув 1983 року у Афганістані.

### Сучасність
Головним видом зайнятості мешканців Івангорода є вирощування сільськогосподарської продукції. На території села діють загальноосвітня школа, бібліотека з фондом у 18 тисяч книг, амбулаторія, аптека, поштове відділення, філія банку, 6 торгових точок, три фермерських господарства, СВК «Промінь», ТОВ «Зернопродукт». Поряд села знаходився польовий військовий аеродром, який вже припинив своє існування. У 1986 році, коли трапилася трагедія на Чорнобильській АЕС, 15 жителів села були ліквідаторами аварії.

## Населення
За даними перепису 2001 року населення села становило 1193 особи.

### Мовний склад
Рідна мова населення за даними перепису 2001 року:
| Мова       | Чисельність, осіб | Доля     |
| ---------- | ----------------- | -------- |
| Українська | 1 167             | 97,82 %  |
| Російська  | 20                | 1,68 %   |
| Інше       | 6                 | 0,50 %   |
| Разом      | 1 193             | 100,00 % |

### Переписи Івангорода

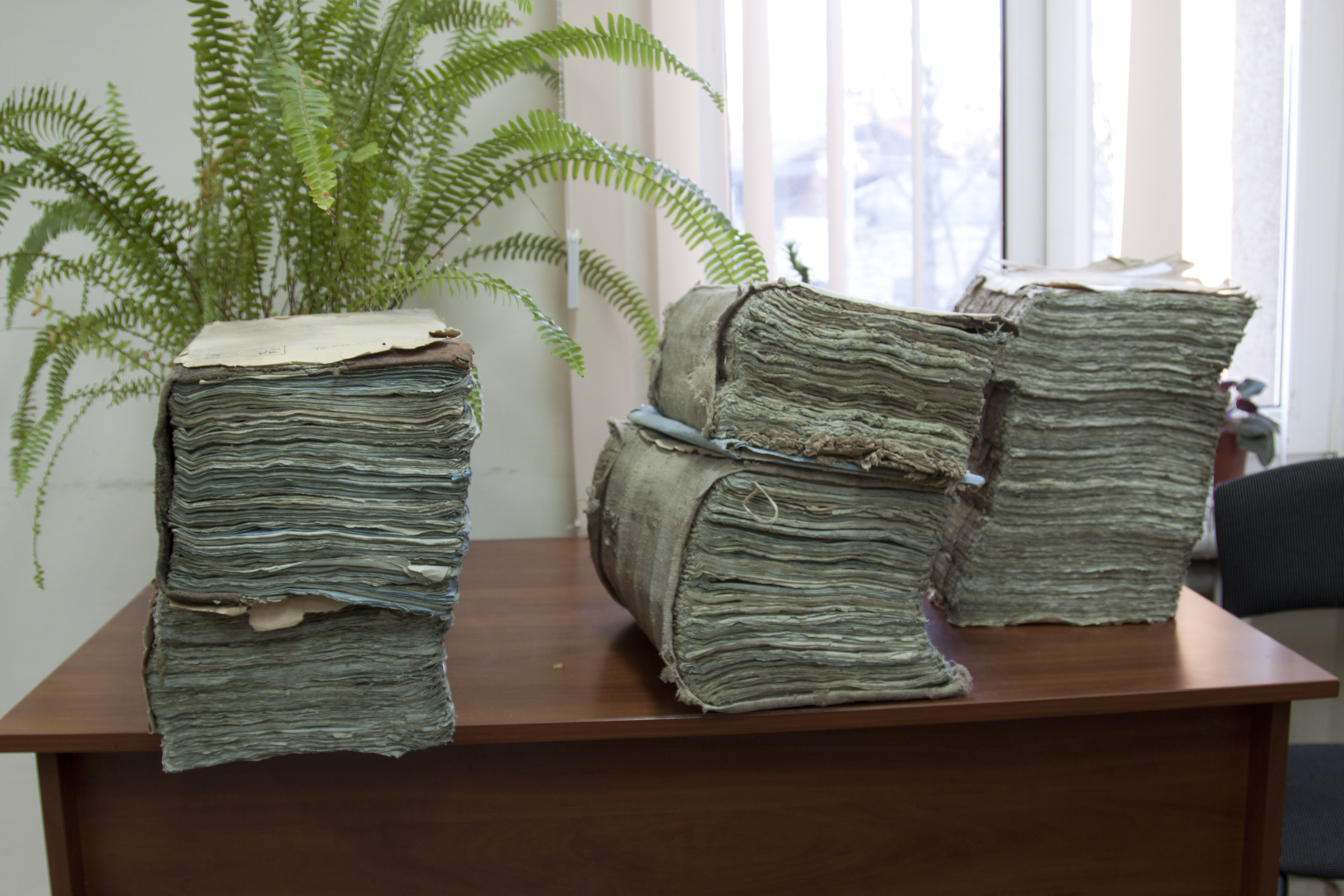
Метричні книги Гайсинського повіту, що зберігаються в Державному архіві Хмельницької області

В українських архівах зберігається масив документів після другого поділу Речі Посполитої в 1793 році. До цього року величезна кількість матеріалу знаходиться у відділі рукописів в бібліотеці фундації князів Чарторийських у Кракові. В цій колекції є багато люстрацій маєтків Грановщини, включаючи Севастянівку. Тут можна знайти багато переписів мешканців приблизно з 1720 по 1790 роки разом із загальними документами з історії села.
- Бібліотека Чарторизьких, відділ рукописів. Краків, вул. Св. Марка 17.

Люстрації маєтків разом з переписами
  - 1722 рік. Рукопис 7730.
  - 1724 рік. Рукопис 7731.
  - 1725 рік. Рукопис 7732.
  - 1727 рік. Рукопис 7734.
  - 1728 рік. Рукопис 7735.
  - 1730-1737 роки. Рукопис 7738.
  - 1739 рік. Рукопис 7743.
  - 1740 рік. Рукопис 7814.
  - 1744 рік. Рукопис 7748.
  - 1756 рік. Рукопис 7853.
  - 1764 рік. Рукопис 7763. Тільки євреї.
  - 1764 рік. Рукопис 7863. Тільки євреї.
  - 1773 рік. Рукопис 7771.
  - 1775 рік. Рукопис 7773.

Центральний державний історичний архів України, м.Київ, вул. Солом'янська, 24.
  - 1761-1787: Фонд 224, опис 1, справа 422. 103 сторінки.

Державний архів Хмельницької області. м. Хмельницький, вул. Грушевського 99.
  - Сповідальні відомості:
  - 1801: ф. 315, оп. 1, спр. 6793
  - 1820: ф. 315, оп. 1, спр. 7070 Дивитись онлайн
  - 1827: ф. 315, оп. 1, спр. 7297
  - 1830: ф. 315, оп. 1, спр. 7345
  - 1890: ф. 315, оп. 1, спр. 12485

Метричні книги:
  - 1796: ф. 315, оп. 1, спр. 6694 Дивитись онлайн
  - 1799: ф. 315, оп. 1, спр. 6748 Дивитись онлайн
  - 1800: ф. 315, оп. 1, спр. 6762 Дивитись онлайн
  - 1801: ф. 315, оп. 1, спр. 6787
  - 1806: ф. 315, оп. 1, спр. 6860 Дивитись онлайн
  - 1812: ф. 315, оп. 1, спр. 6960 Дивитись онлайн
  - 1814: ф. 315, оп. 1, спр. 6995 Дивитись онлайн
  - 1849: ф. 315, оп. 1, спр. 8053

Державний архів Черкаської області. м. Черкаси, вул. Благовісна 244а.
  - Метричні книги:
  - 1851-1852: ф.931, оп.1, спр.2806
  - 1853-1860: ф.931, оп.1, спр.2807 
  - 1861-1864: ф.931, оп.1, спр.2809
  - 1865-1868: ф.931, оп.1, спр.2811 
  - 1869-1870: ф.931, оп.1, спр.2813
  - 1880-1883: ф.931, оп.1, спр.2817
  - 1884-1889: ф.931, оп.1, спр.2818
  - 1890-01.1895: ф.931, оп.1, спр.2819
  - 1895-1897: ф.931, оп.1, спр.2822
  - 1898-1903: ф.931, оп.1, спр.2823
  - 1904-1908: ф.931, оп.1, спр.2825
  - 1909-1912: ф.931, оп.1, спр.2829
  - 1913-1914: ф.931, оп.1, спр.2832
  - 1915-1919: ф.931, оп.1, спр.2833

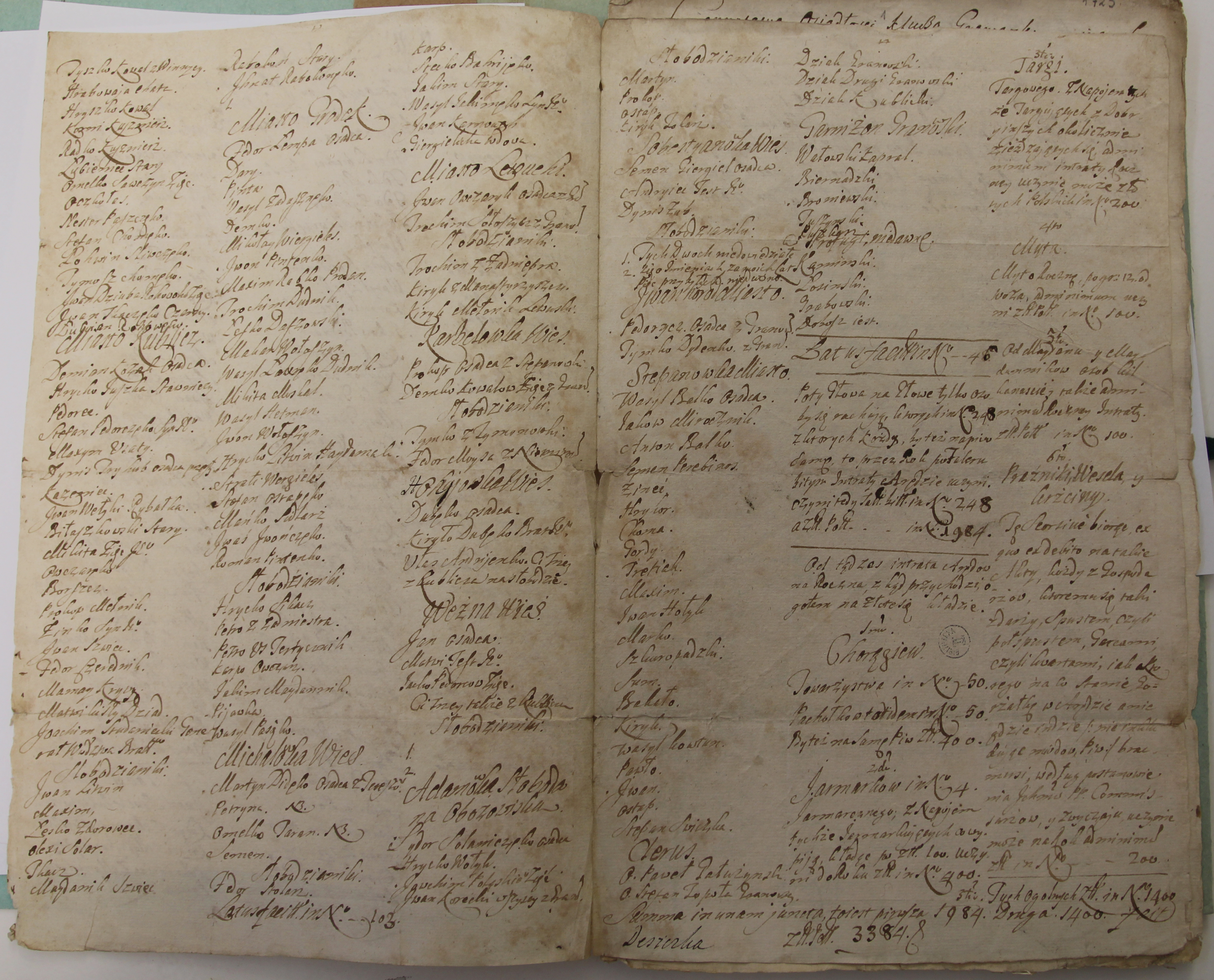
Перепис сіл Грановщини разом з Івангородом 1722 року
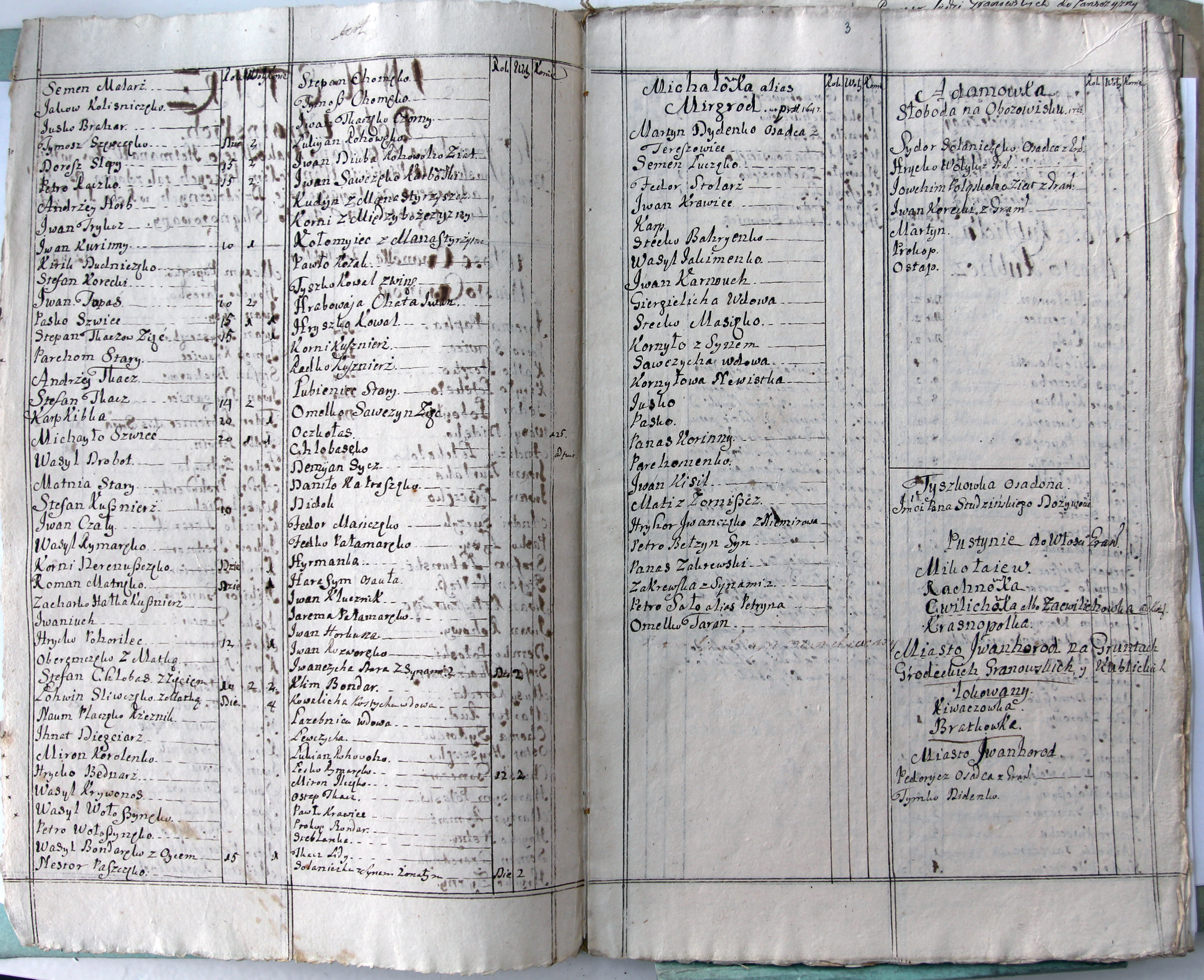
Перепис сіл Грановщини разом з Івангородом 1724 року
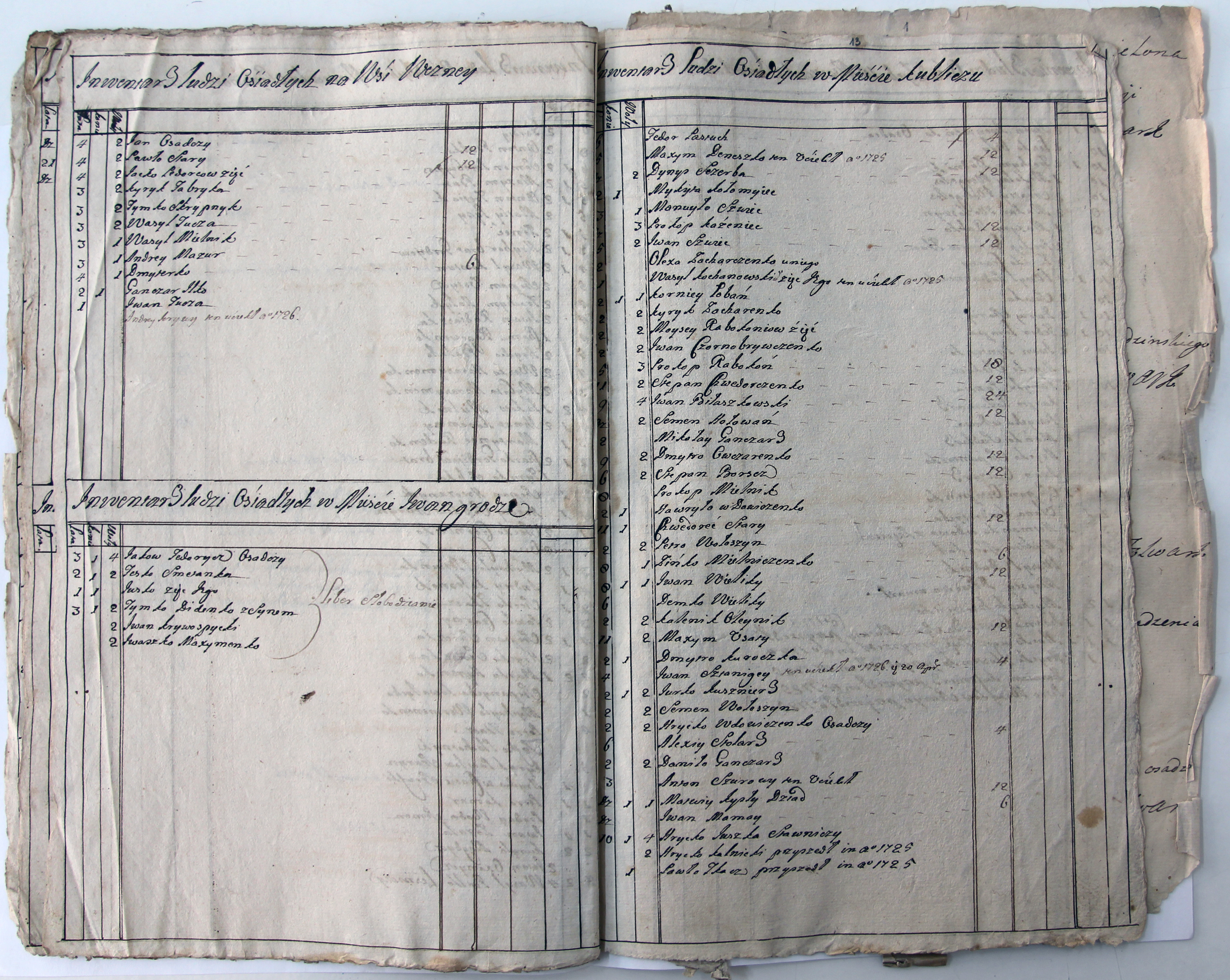
Перепис сіл Грановщини разом з Івангородом 1725 року
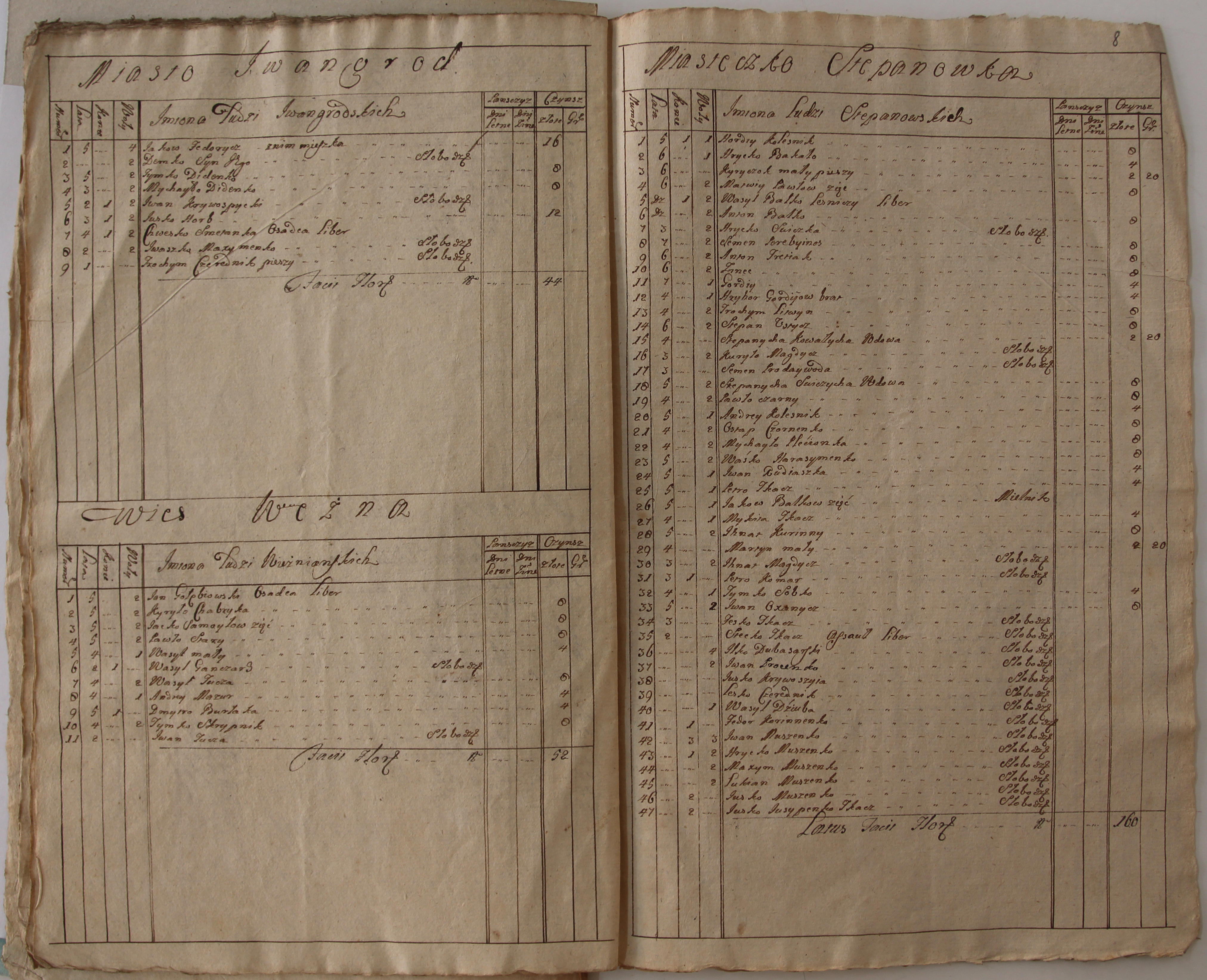
Перепис сіл Грановщини разом з Івангородом 1727 року
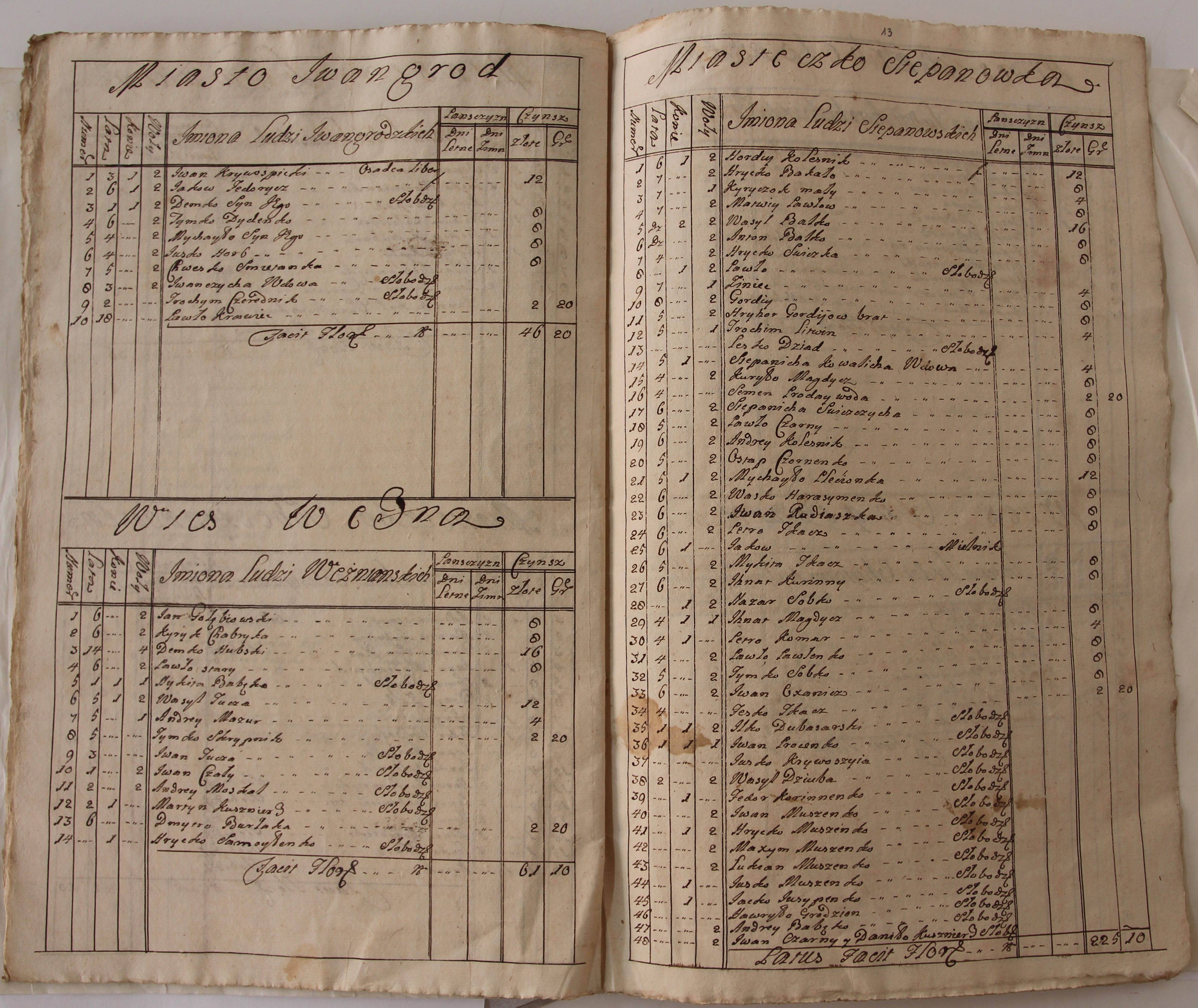
Перепис сіл Грановщини разом з Івангородом 1728 року
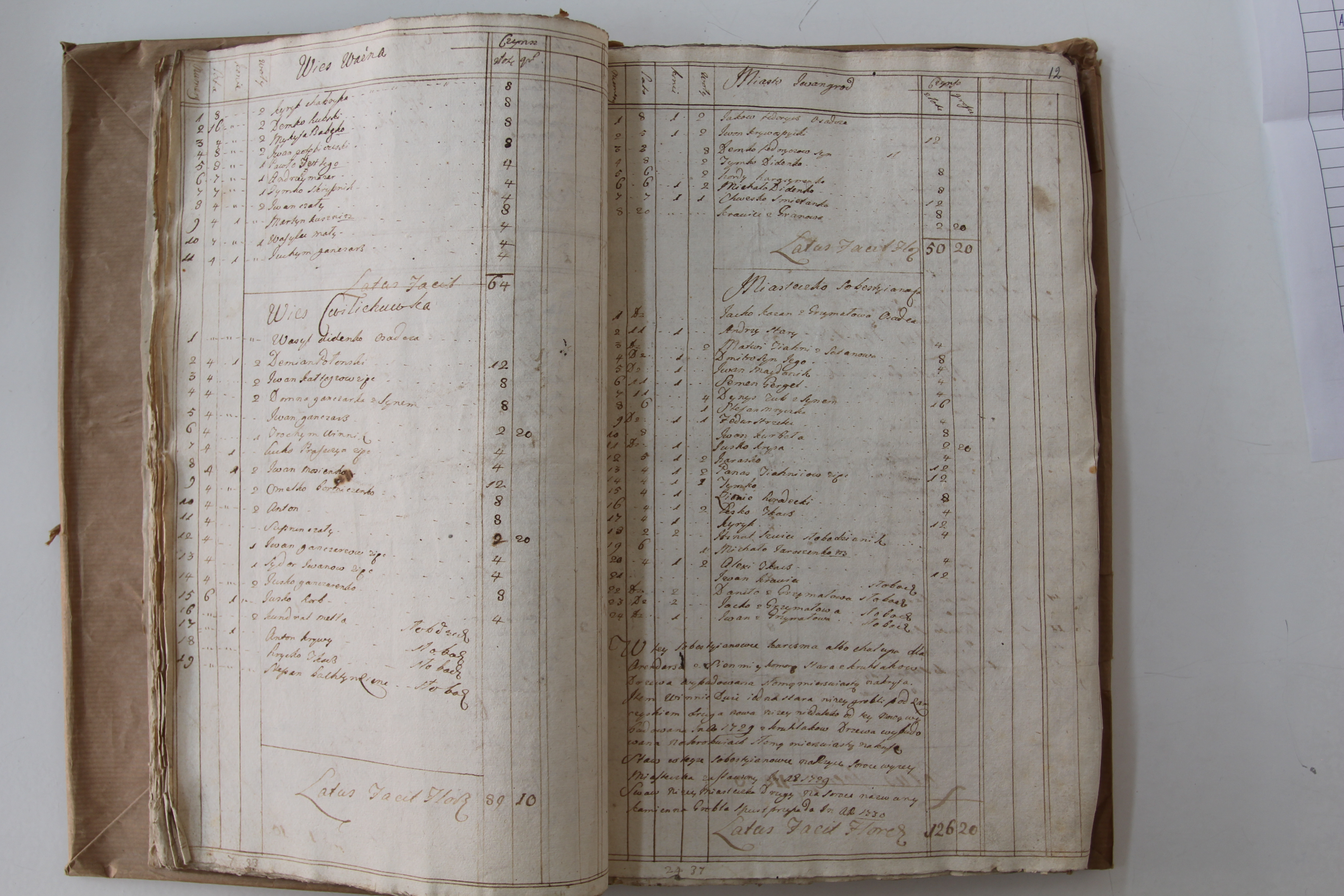
Перепис сіл Грановщини разом з Івангородом 1730 року
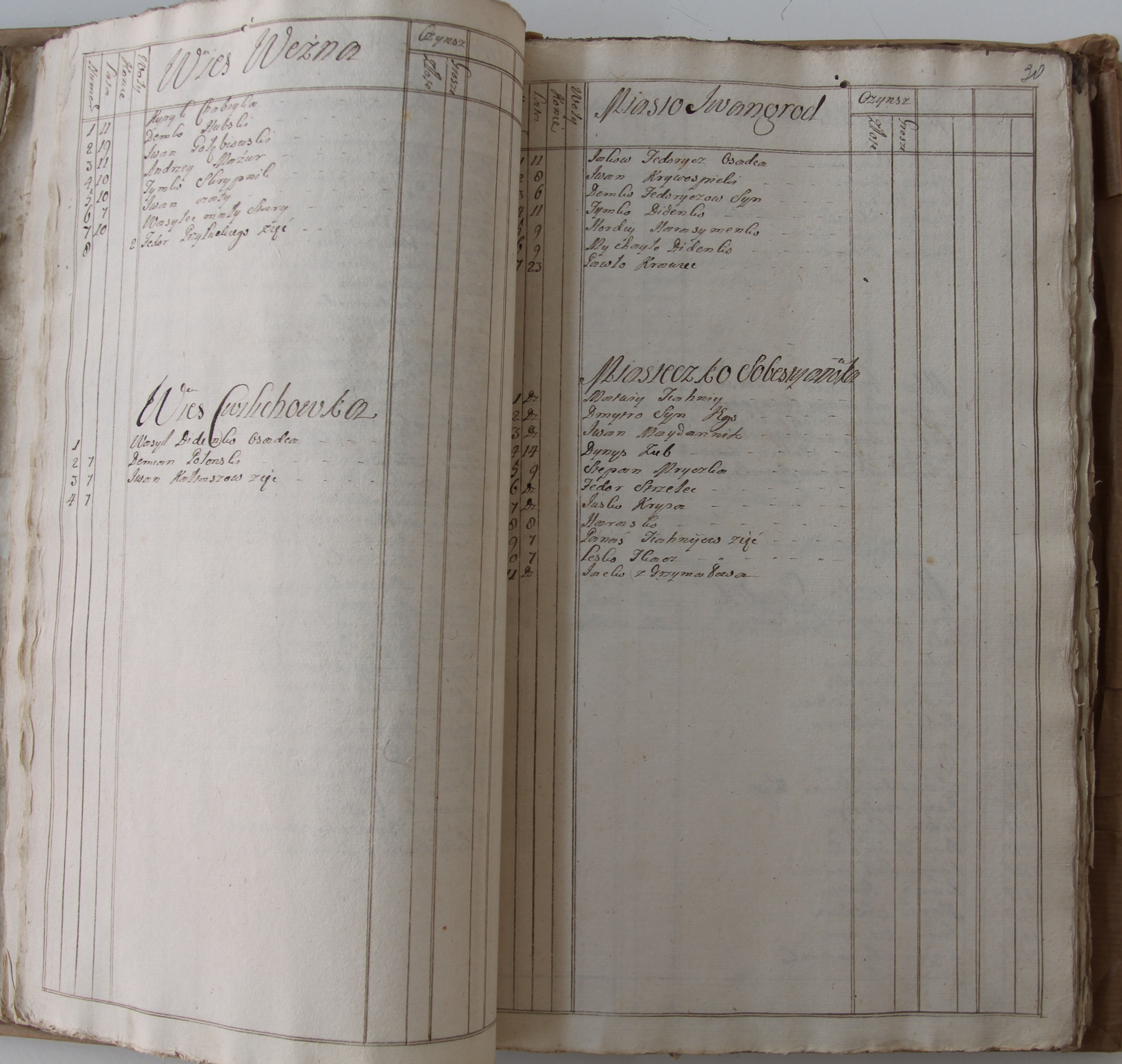
Перепис сіл Грановщини разом з Івангородом 1733 року
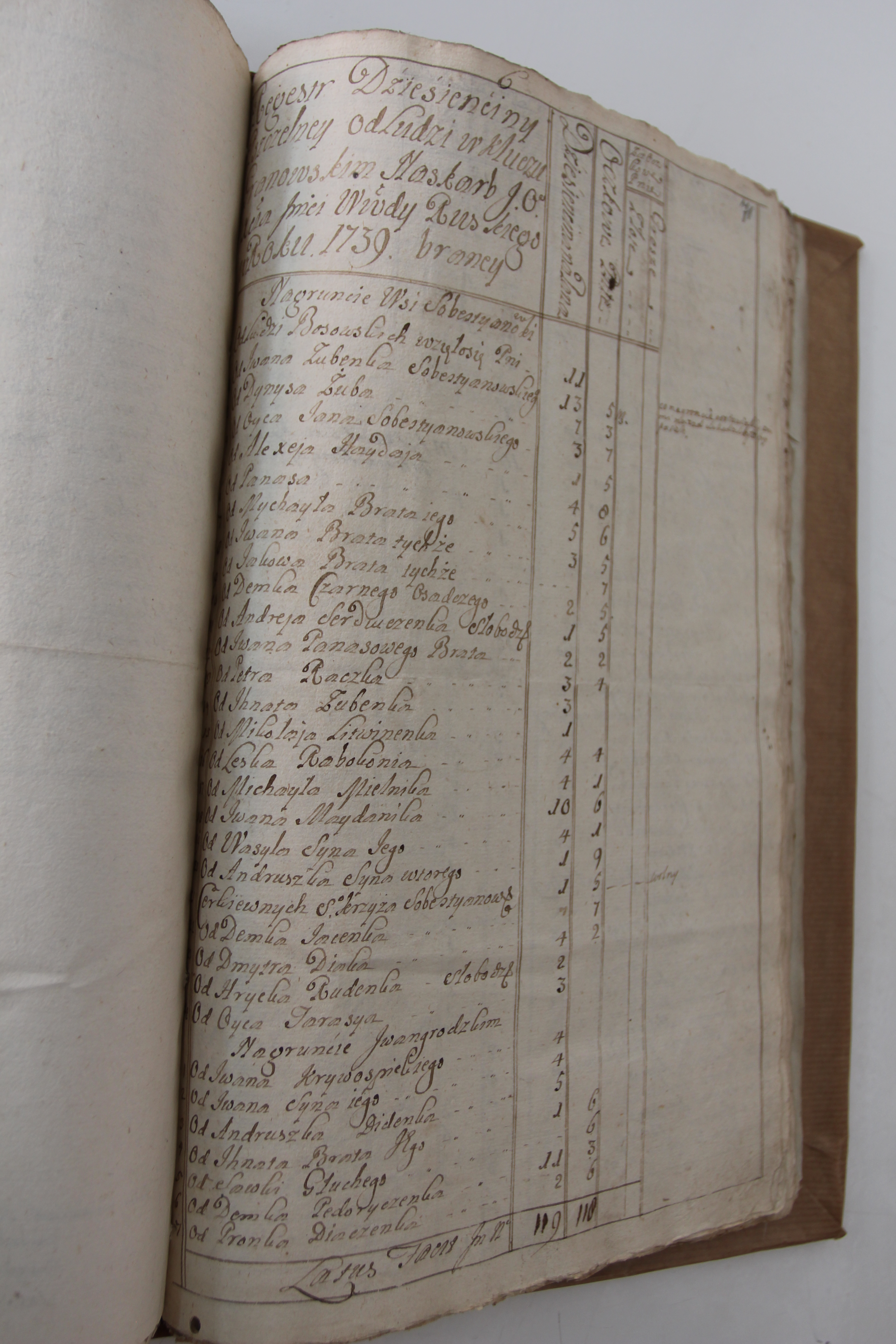
Перепис сіл Грановщини разом з Івангородом 1739 року
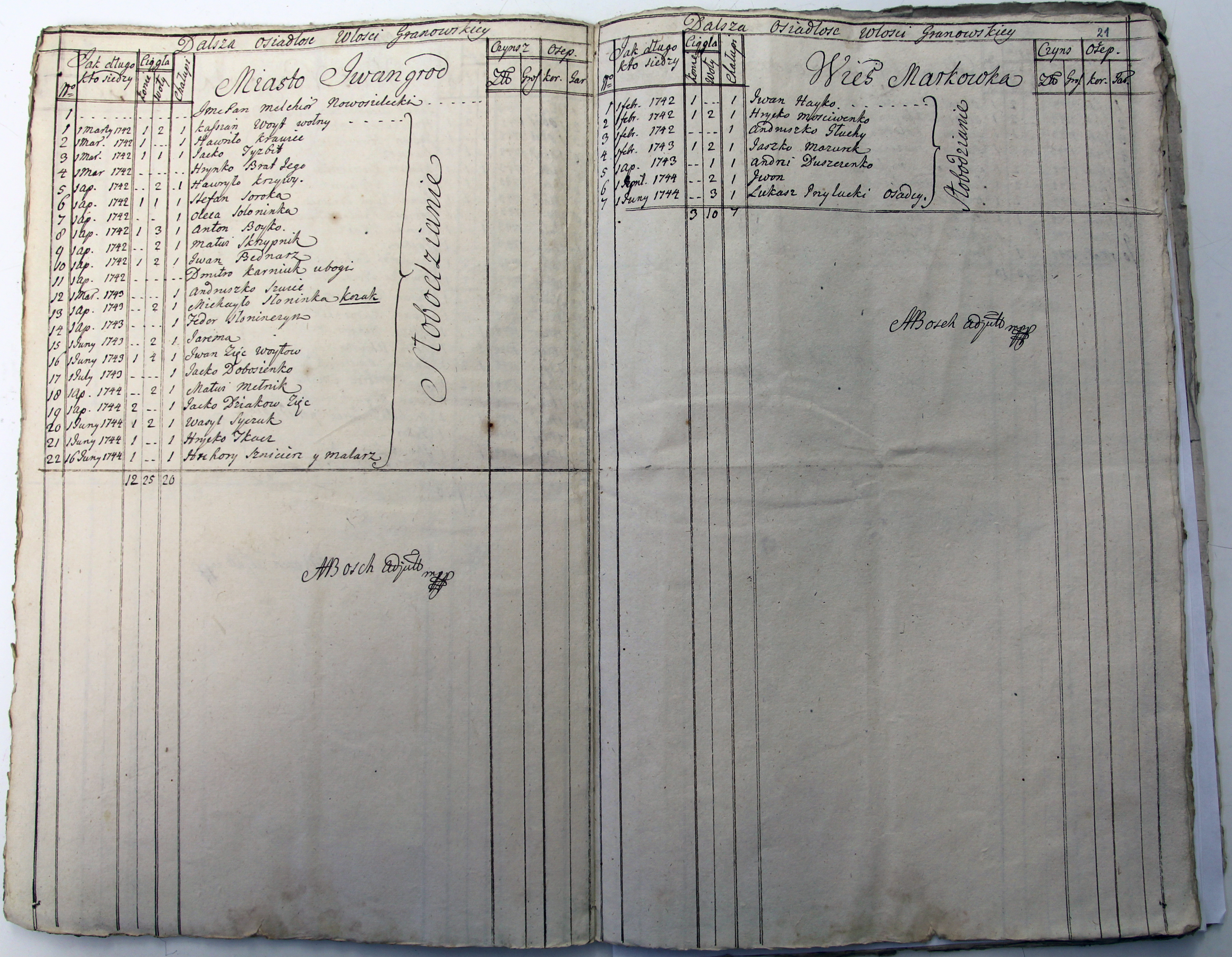
Перепис Івангорода 1744 року
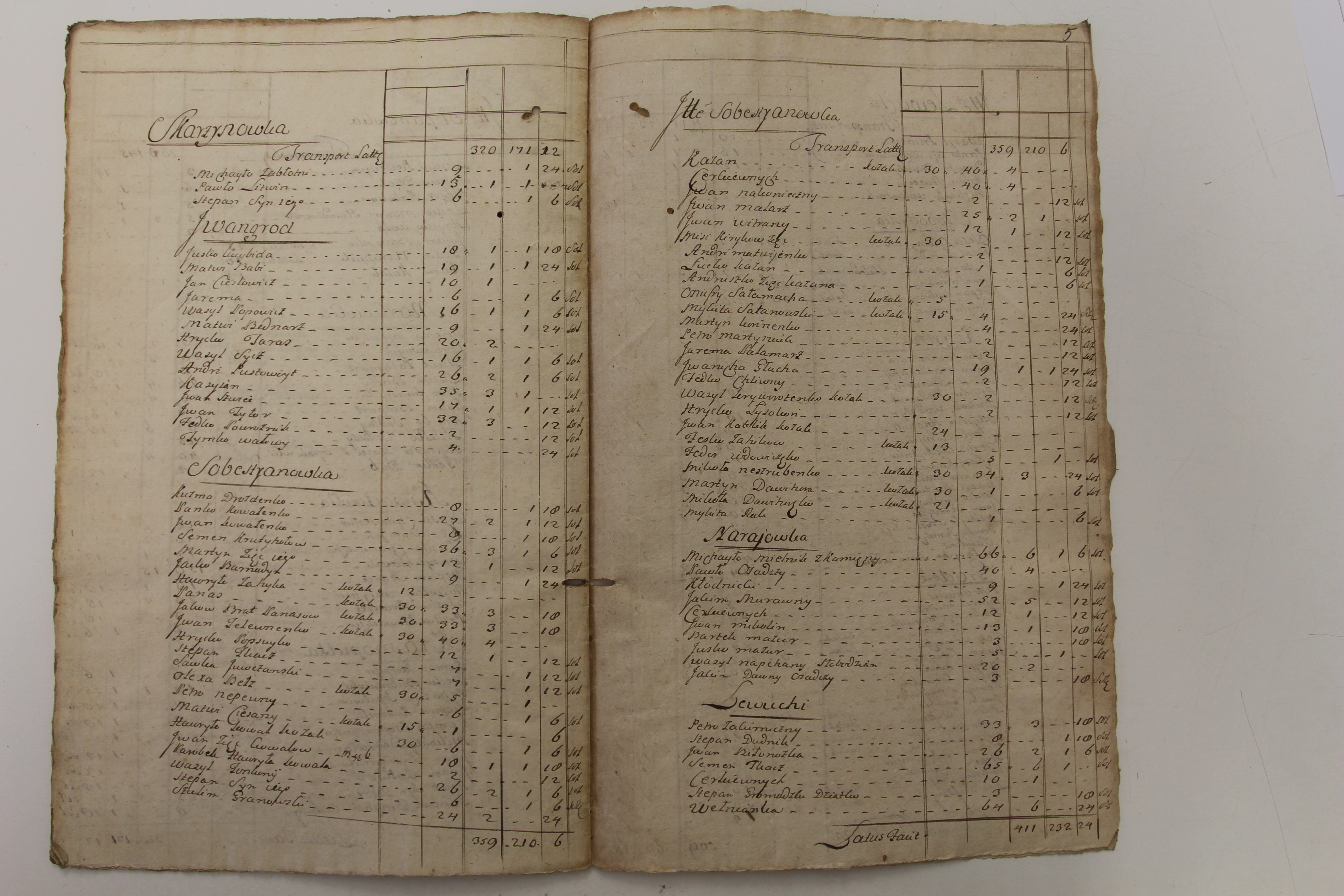
Перепис Івангорода 1756 року
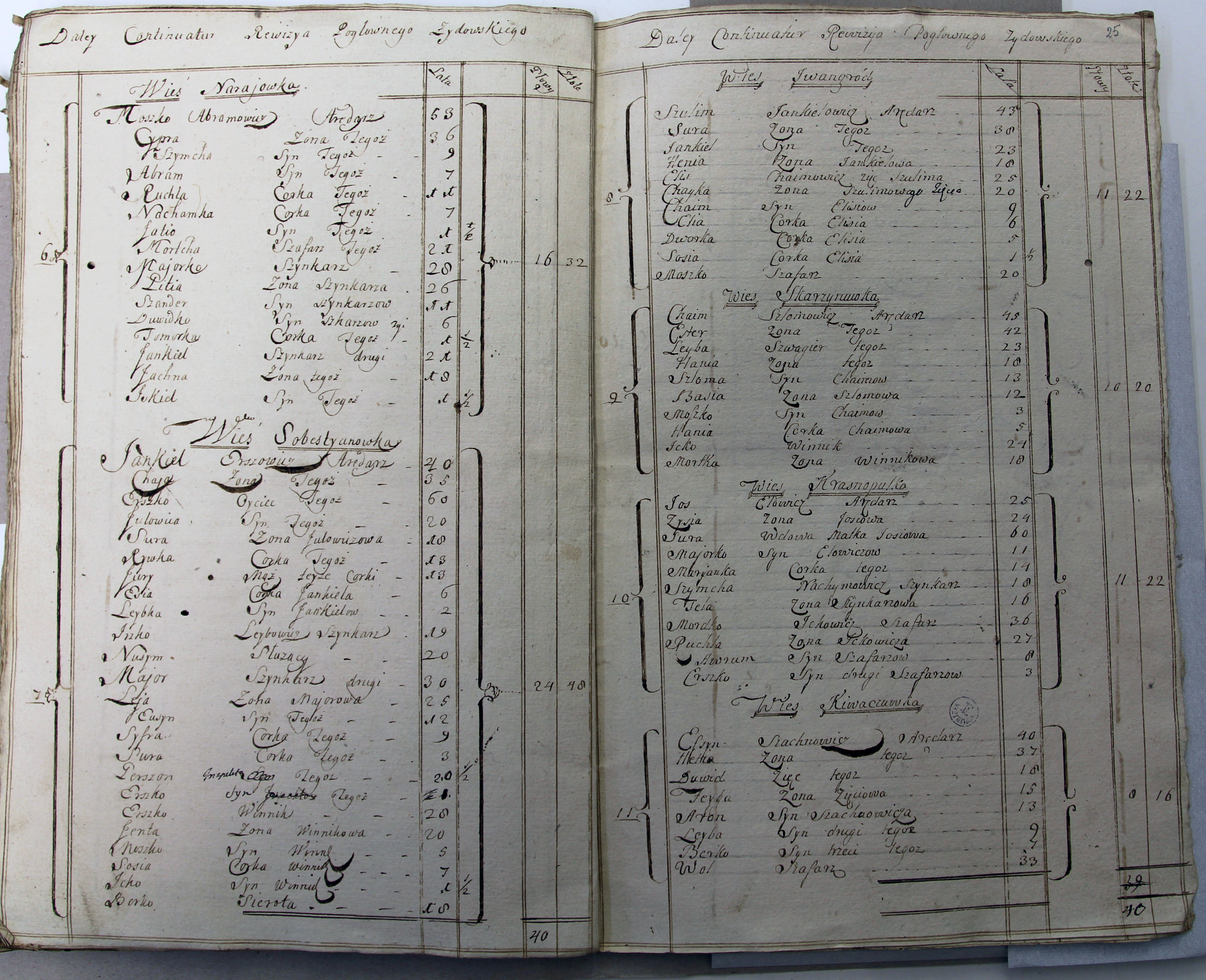
Перепис євреїв Івангорода 1764 року
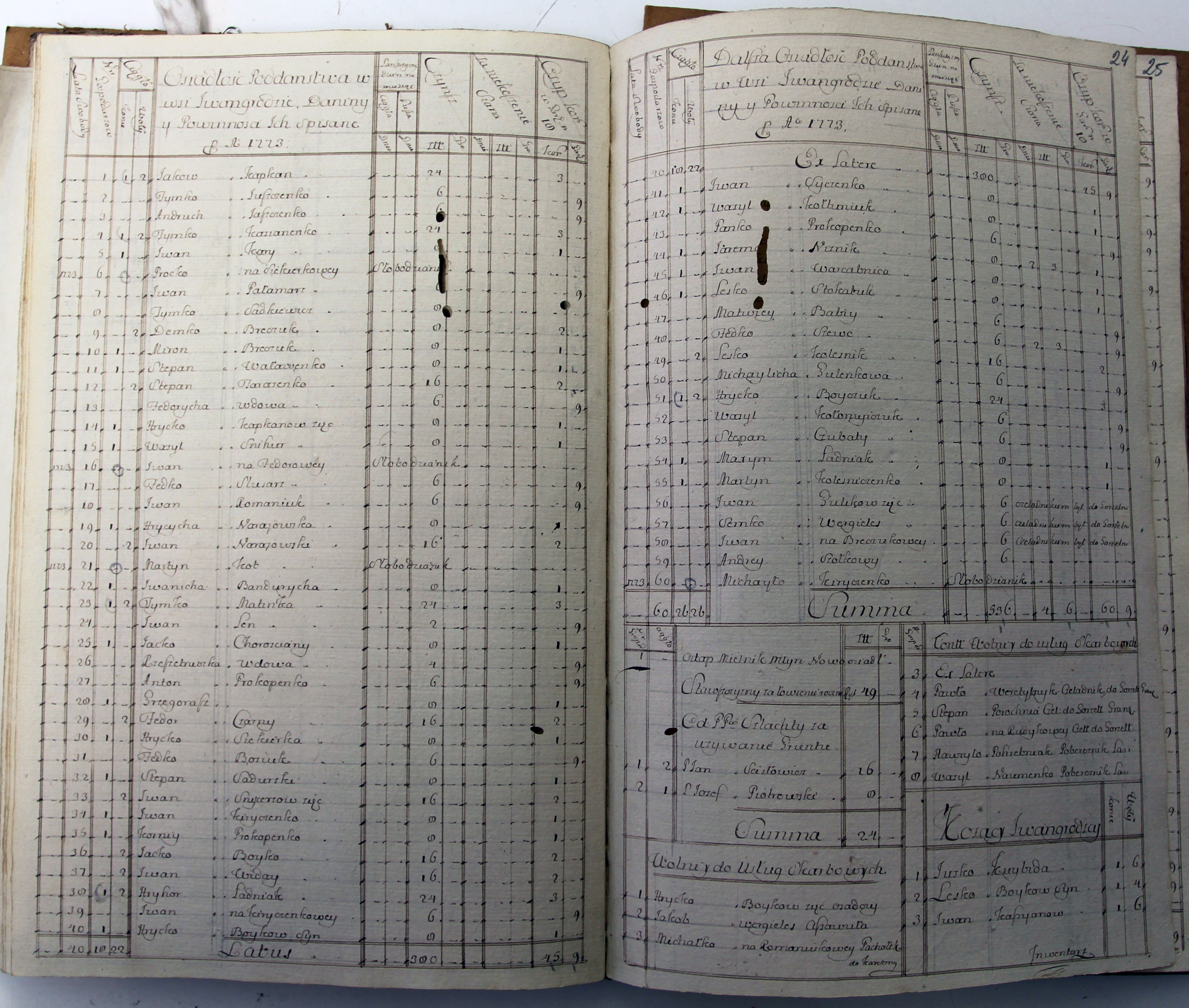
Перепис євреїв Івангорода 1773 року
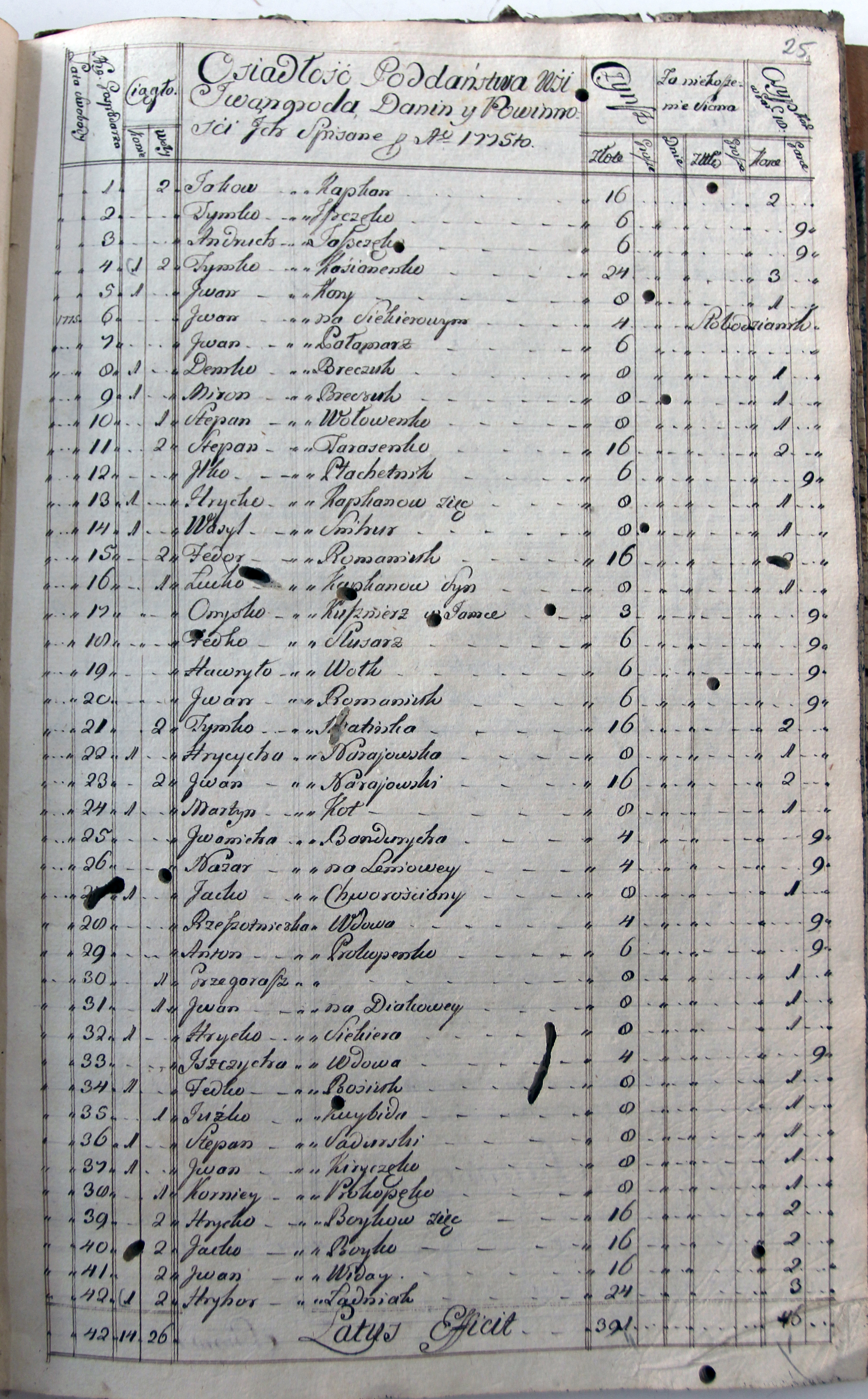
Перепис Івангорода 1775 року
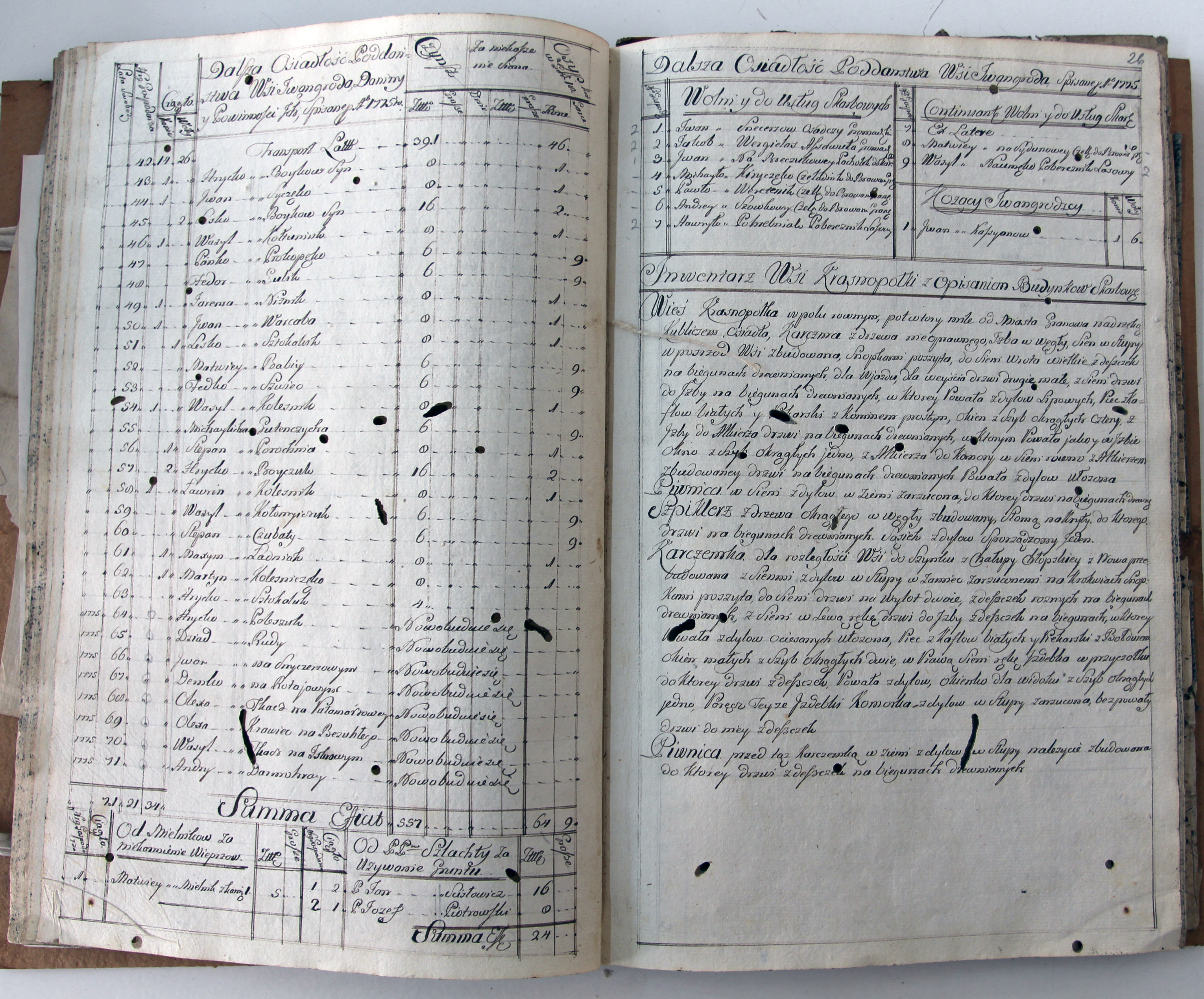
Перепис Івангорода 1775 року

## Персоналії і назви
Персоналії
Серед вихідців з Івангорода:
- Альтман Петро Ізраїльович — прозаїк, літературознавець.
- Паламарчук Дмитро Хомич — поет, перекладач. Воїн УПА. Здався більшовикам, видавши 25 криївок в районі Дермані.
- Чорний Володимир Лазарович — політичний діяч, колишній посол України у Латвії.
- Василь Капкан, син Олекси і Тетяни (Ященко) — ініціатор заснування Громади українців у Литві (1988 р.), учасник рухів за Незалежність у Литві (Саюдіс) і Україні, перекладач, журналіст.

Назви на честь Івангорода
Цікаво, що іменем Івангорода у центрі сусіднього району — Умані (нар. Гумані) давно було названо вулицю і нещодавно — площу. Такий спосіб утворення назв вулиць на честь інших топонімів характерний для давніх часів, початку поселення. Очевидно, вулиця такої назви вказувала напрям подальшої подорожі з Умані — на Івангород. Чумацький же шлях в Крим в тих часах пролягав з Києва через Васильків, Білу Церкву, Володарку, Монастирище, Івангород, Христигород (Христинівку), Умань.

## Галерея

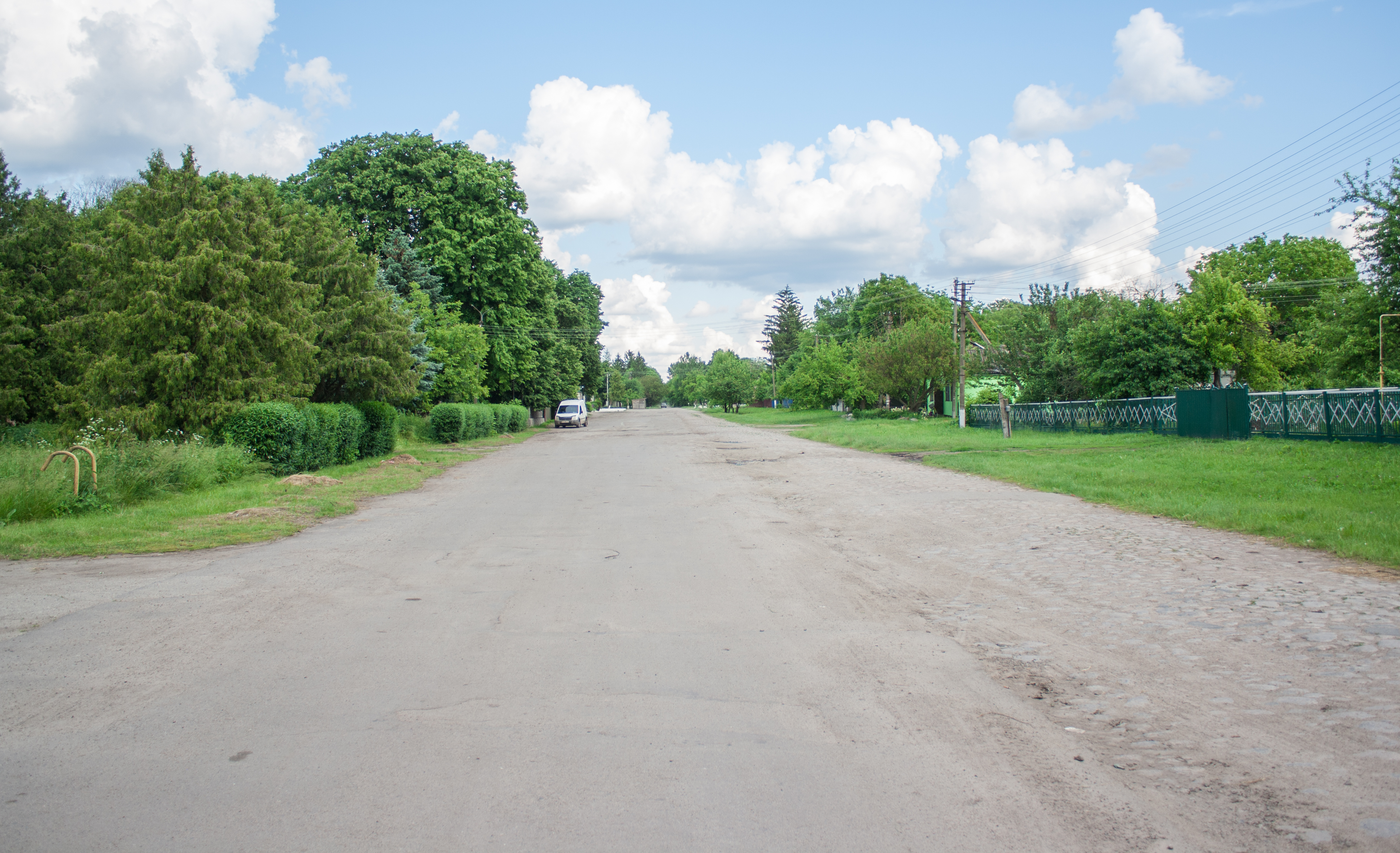
Вулиця Козацька
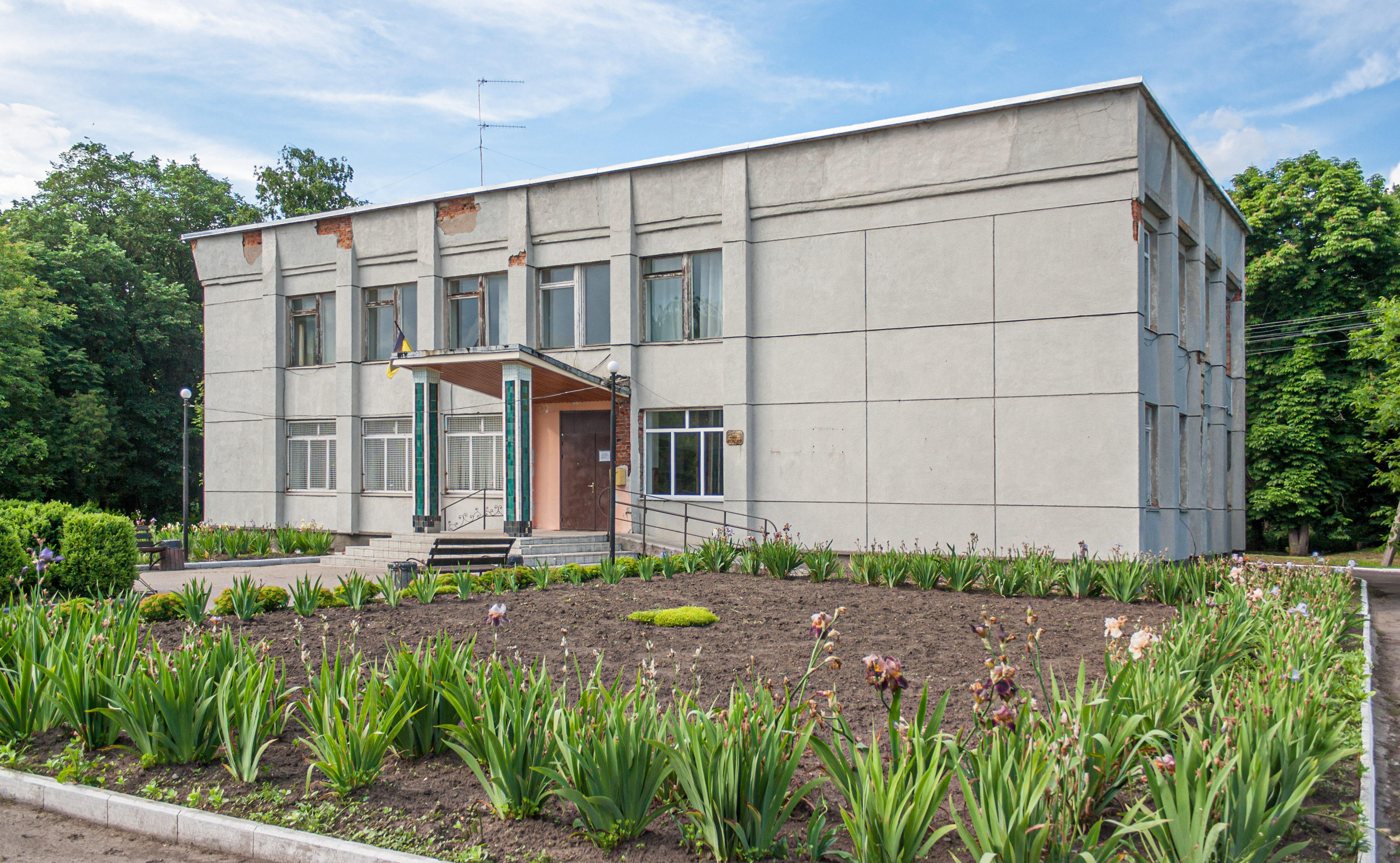
Сільська рада
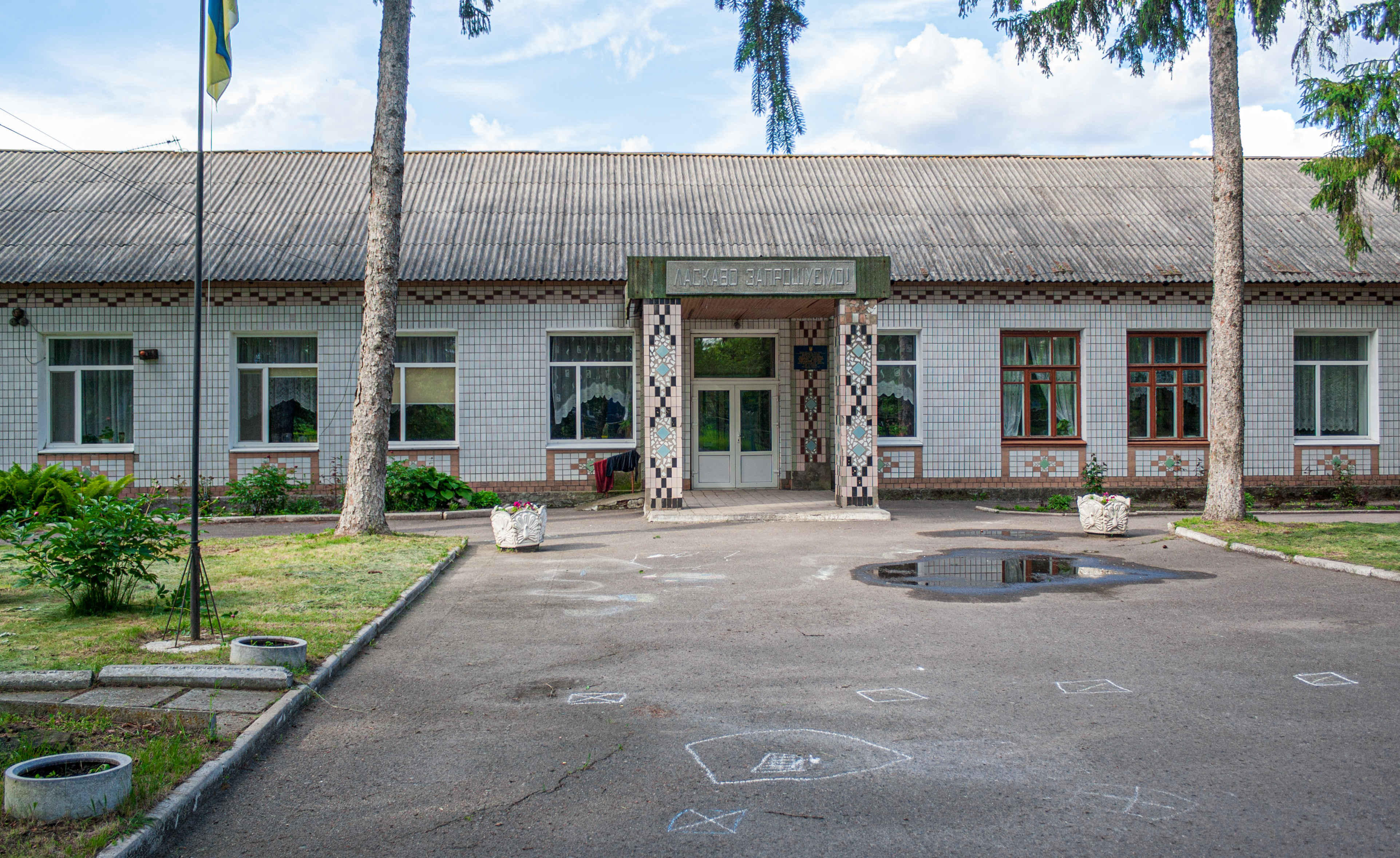
Школа
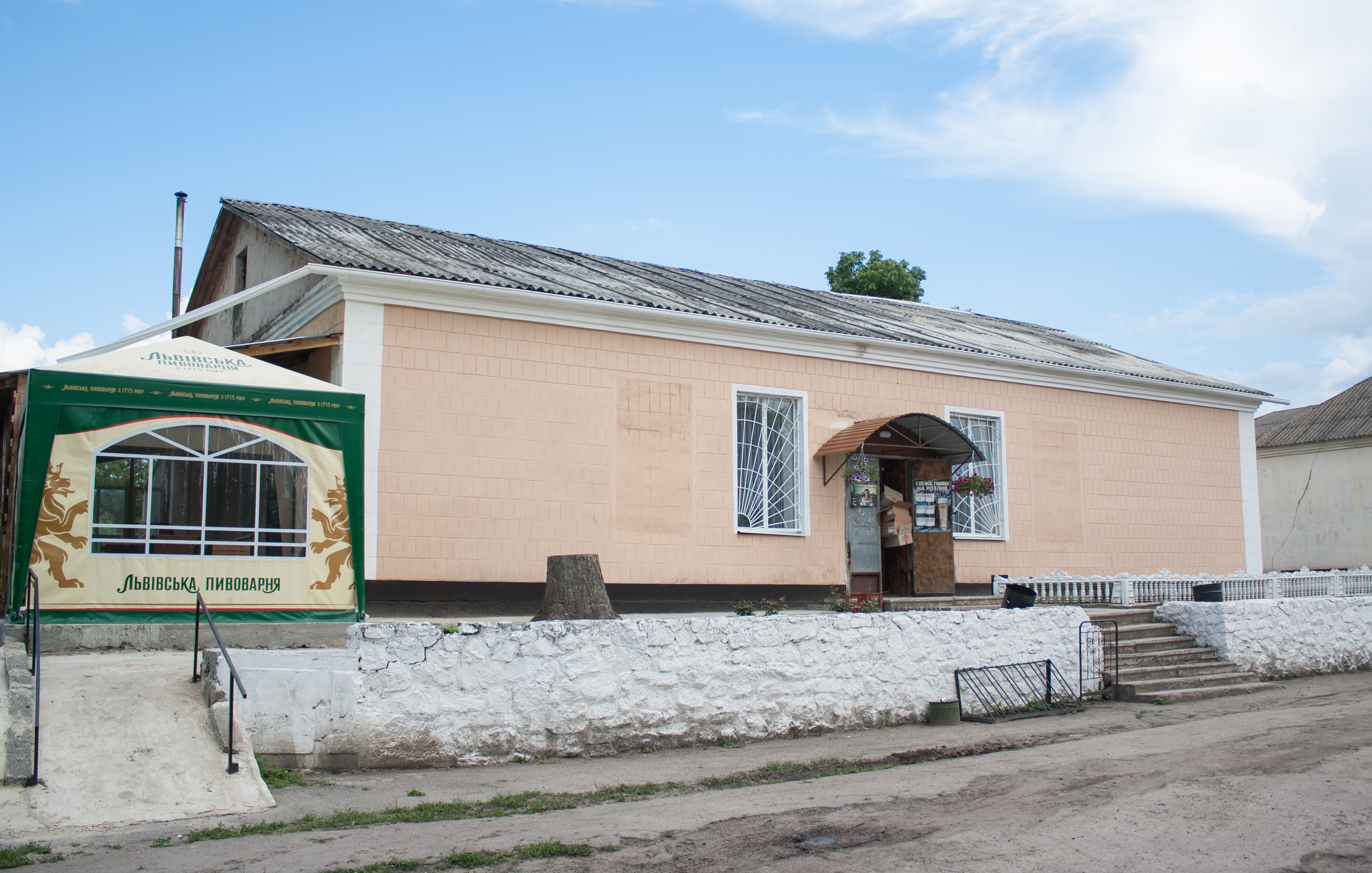
Магазин
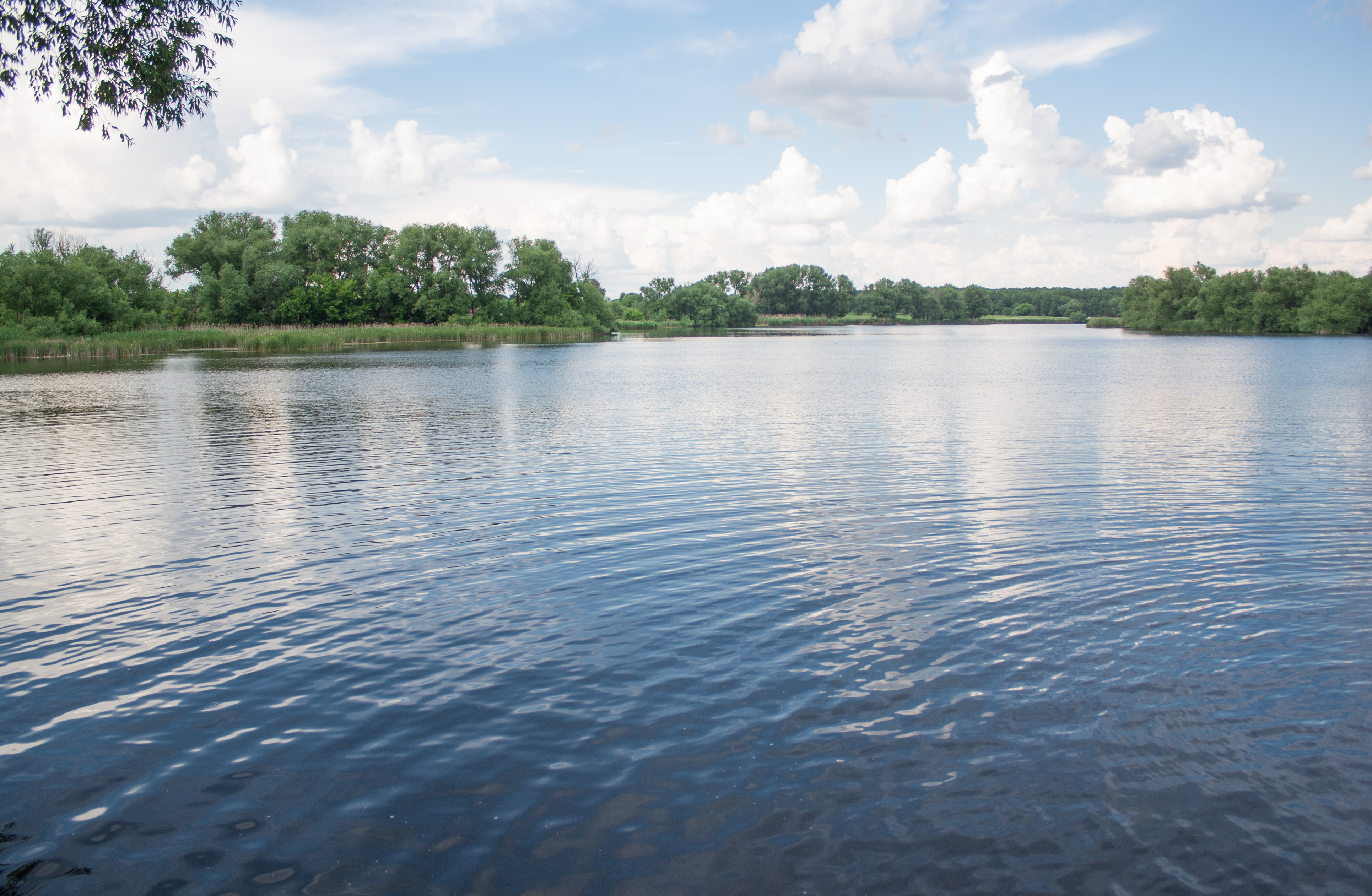
Ставок
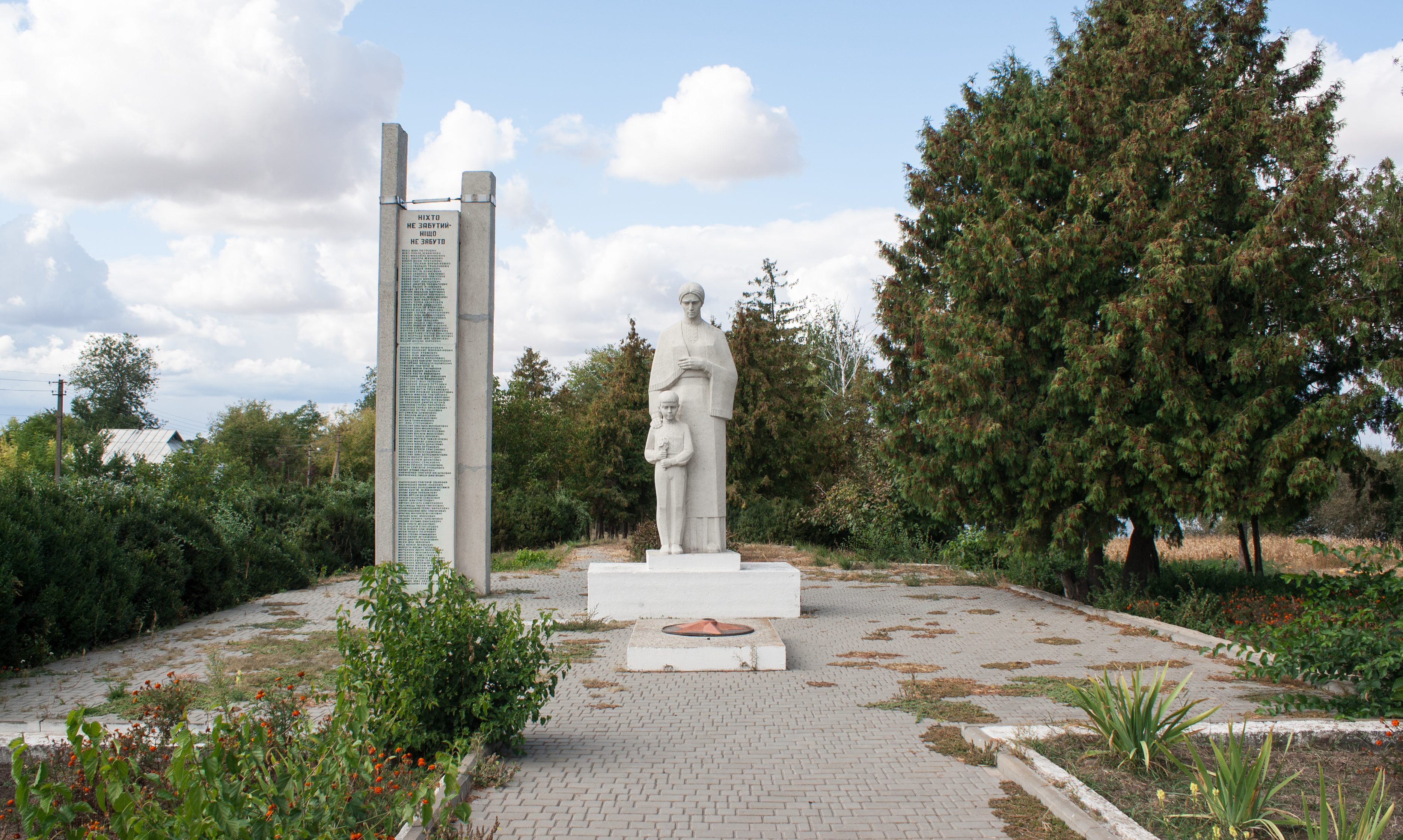
Пам'ятник воїнам-односельцям
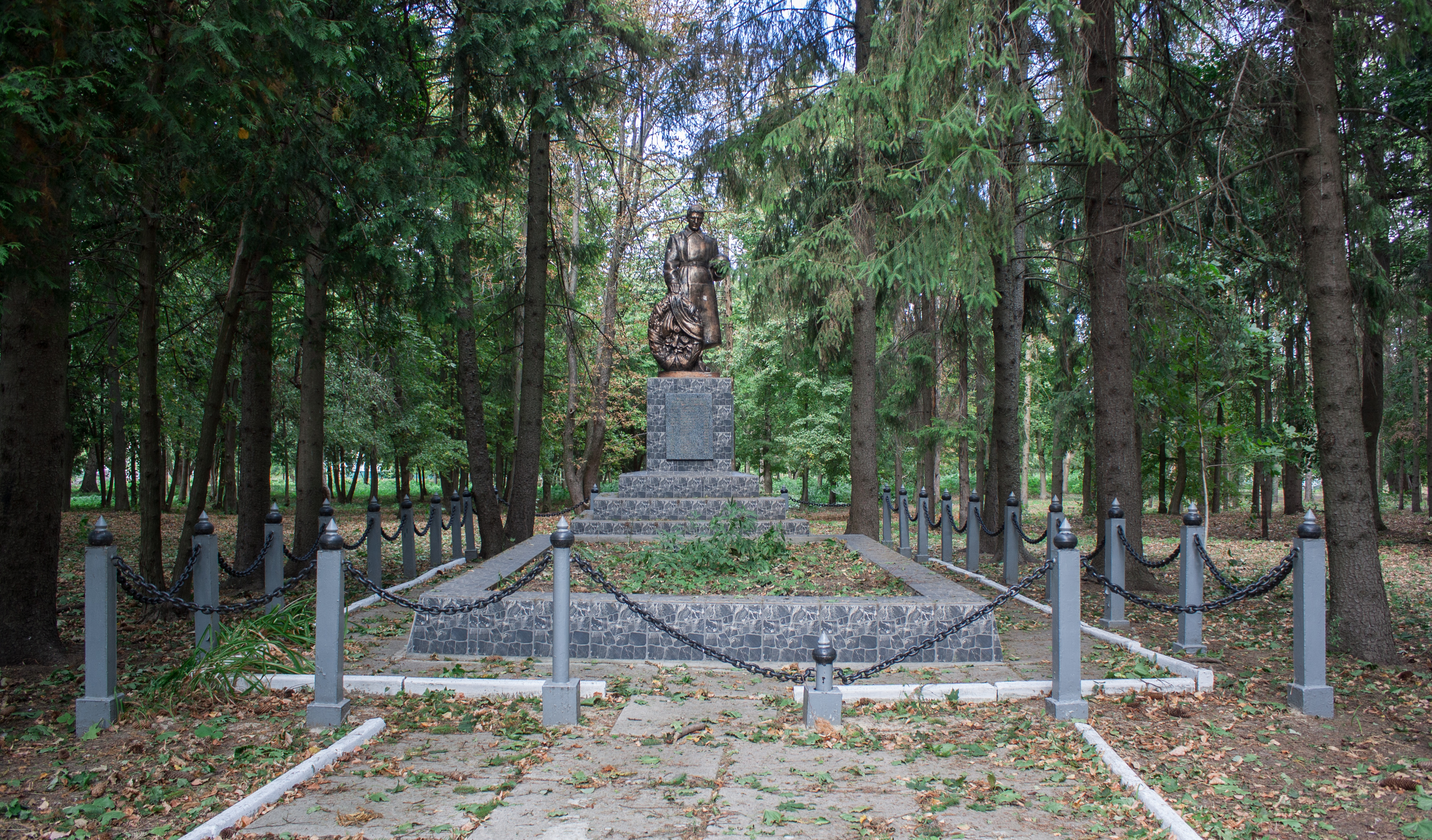
Братська могила радянських воїнів